# Butch Vig
Bryan David Vigorson (được biết đến trong nghề là Butch Vig) là một nhà sản xuất thu âm và nhạc sĩ người Mỹ. Ông nổi tiếng nhất trong vai trò tay trống và đồng sản xuất của ban nhạc alternative rock Garbage, cũng như nhà sản xuất của album chứng nhận kim cương Nevermind của ban nhạc grunge Nirvana.
Xuất thân từ Wisconsin, Vig làm việc tại Madison trong phần lớn sự nghiệp của mình, từ việc theo học tại Đại học Wisconsin, cho đến biểu diễn trong ban nhạc địa phương Spooner và Fire Town, rồi sau đó thành lập phòng thu riêng Smart Studios, với thành viên cùng ban nhạc Steve Marker trong thị trấn. Năm 2012, Vig xếp thứ chín trong danh sách tốp 50 nhà sản xuất vĩ đại nhất của NME.